# میتینو (استان بلاگووگراد)
میتینو (به بلغاری: Mitino) یک منطقهٔ مسکونی در بلغارستان است که در شهرستان پتریچ واقع شده‌است.